# Rustamhodza Rahimov
Rustamhodza Rahimov (n. 16 februarie 1975, Душанбе, URSS) este un boxer german, medaliat olimpic. A participat la 2 ediții ale Jocurilor Olimpice (2004, 2008) în care a câștigat o medalie de bronz.